# 卡拉派會堂 (基輔)

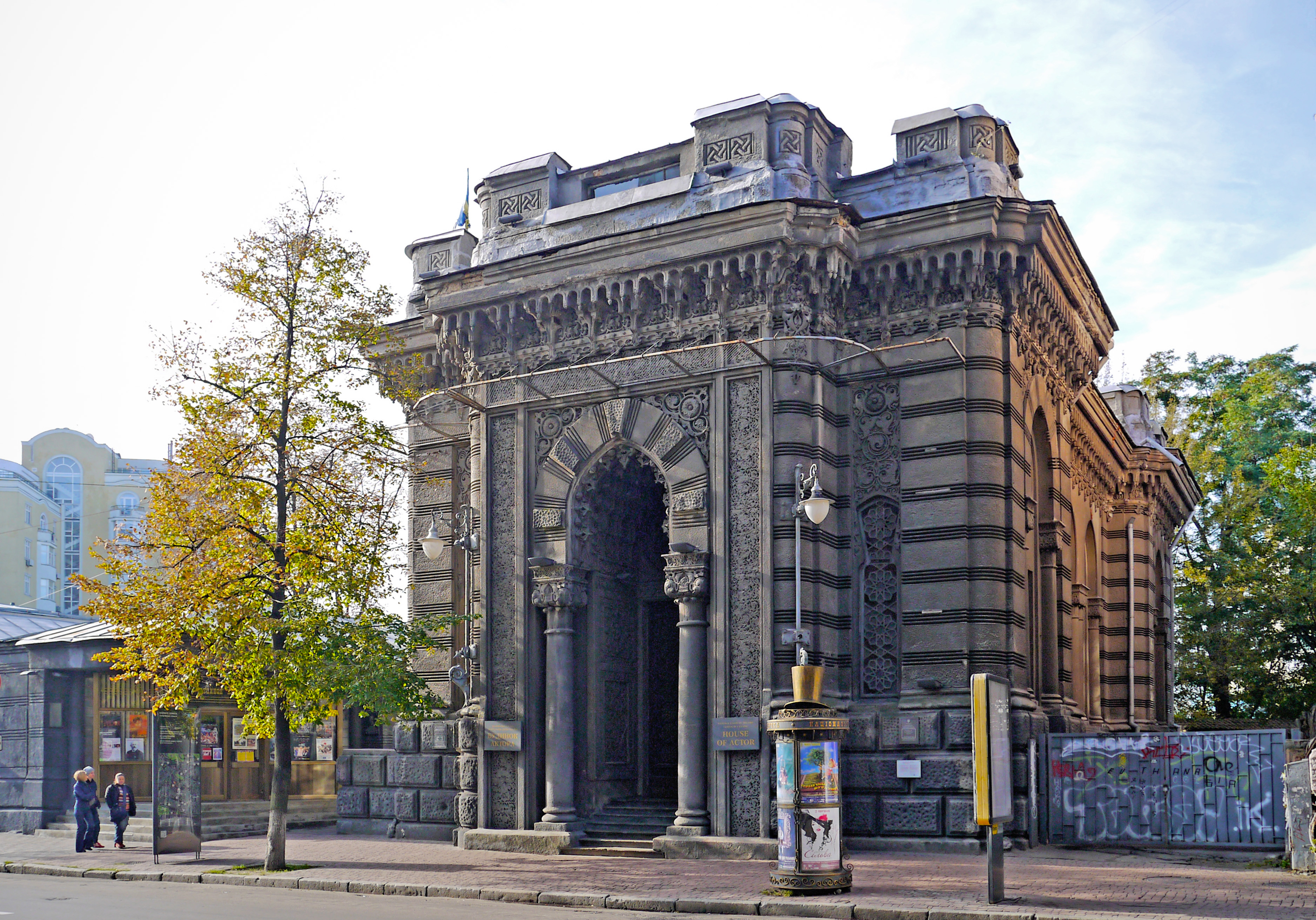

基輔卡拉派會堂（Karaite Kenesa of Kyiv）是烏克蘭首都基輔的一座前猶太教卡拉派會堂，靠近金门。這座建築修建於1898年至1902年，是摩爾風格建築。現在這座建築是烏克蘭演員之家。